# Vlag van Suameer

Vlag van Suameer

De vlag van Suameer is de dorpsvlag van het Nederlandse dorp Suameer, in de Friese gemeente Tietjerksteradeel. De vlag werd in 1984 geregistreerd.
Bij gemeenteraadsbesluit van 22 november 1984 zijn een wapen en een vlag vastgesteld voor de 16 dorpen van de gemeente Tietjerksteradeel. Het ontwerp van de vlag is van de hand van Piet Bultsma.

## Beschrijving
De beschrijving van de vlag is als volgt:
Drie banen in de lengte van rood-wit-groen, in de verhouding 1:1:2, de banen driemaal getand.
De kleuren zijn afkomstig van het dorpswapen.

## Symboliek
- Rode hijs: staat symbool voor de heide die eertijds rond het dorp gelegen was.[2]
- Groen veld: staat voor het tegenwoordige grasland rond het dorp.[2]
- Drie tanden: symboliseren de drie pluimen van de rietplant uit het dorpswapen.[2]

## Zie ook

Wapen van Suameer